# Luis Matte Valdés
Luis Matte Valdés (5 de abril de 1933 - 4 de marzo de 2019) fue un ingeniero y político chileno. Se desempeñó como ministro de Vivienda y Urbanismo durante el gobierno del presidente socialista Salvador Allende, entre junio de 1972 y agosto de 1973. Anteriormente había ejercido como alcalde de la comuna de La Florida, desde 1961 hasta 1964.

## Familia y estudios
Nació el 5 de abril de 1933, hijo del político Luis Matte Larraín y Elvira Valdés Freire. Por el lado paterno era descendiente directo de los presidentes chilenos Manuel Bulnes y Francisco Antonio Pinto, y por el lado materno lo era de Ramón Freire, también presidente. Realizó sus estudios superiores en la carrera de ingeniería civil en la Universidad de Notre Dame en Indiana, Estados Unidos.
Se casó con Verónica Lira Vergara con la cual tuvo siete hijos, separándose más tarde. En 1986, tuvo su octavo hijo con su pareja, Patricia Verdugo.

## Vida pública
Entre 1961 y 1964, actuó como alcalde de la comuna de La Florida, autorizando en su último año de gestión, la construcción provisoria de un Segundo Cuartel de Bomberos. En esa época militaba en las filas del Partido Liberal (PL).
Durante el gobierno del presidente Salvador Allende, el 17 de junio de 1972, fue nombrado como titular del Ministerio de Vivienda y Urbanismo, ocupando el cargo hasta el 9 de agosto de 1973. Tras el golpe de Estado del 11 de septiembre de 1973, fue llevado como prisionero político al Campo de Concentración de Isla Dawson, y posteriormente estuvo detenido en la Academia de Guerra de la Fuerza Aérea de Chile y en el campo de prisioneros de Ritoque.
La presión internacional logró, el 8 de mayo de 1974, que los dirigentes de la Unidad Popular (UP) prisioneros en la Isla Dawson fueran regresados a Santiago de Chile. En la capital los destinaron a diversos recintos carcelarios de las Fuerzas Armadas.
En 2013, junto a exministros y colaboradores del presidente Allende que estuvieron prisioneros en la Isla Dawson luego del golpe de Estado de 1973, envió una carta/declaración por 31 exdetenidos con los cuales compartieron cautiverio y que interpuso una demanda contra el Estado de Chile.
Falleció el 4 de marzo de 2019, a los 85 años.